# Tabebuia nodosa
Tabebuia nodosa là một loài thực vật có hoa trong họ Chùm ớt. Loài này được (Griseb.) Griseb. miêu tả khoa học đầu tiên năm 1879.